# 11681 Ortner
11681 Ortner este un asteroid din centura principală de asteroizi.

## Descriere
11681 Ortner este un asteroid din centura principală de asteroizi. A fost descoperit pe 1 martie 1998 la Caussols, în cadrul proiectului ODAS. Asteroidul prezintă o orbită caracterizată de o semiaxă mare de 2,19 ua, o excentricitate de 0,10 și o înclinație de 2,0° în raport cu ecliptica.